# Liptena undina
Liptena undina är en fjärilsart som beskrevs av Smith och Kirby 1894. Liptena undina ingår i släktet Liptena och familjen juvelvingar. Inga underarter finns listade i Catalogue of Life.